# 4544 Xanthus

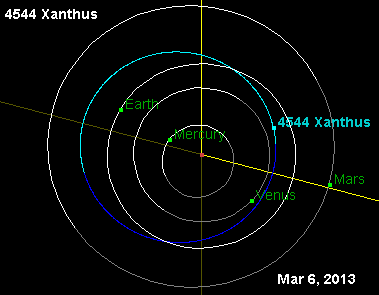
4544 Xanthus

4544 Xanthus eller 1989 FB är en asteroid i huvudbältet som upptäcktes den 31 mars 1989 av de båda amerikanska astronomerna Norman G. Thomas och Henry E. Holt vid Palomar-observatoriet. Den är uppkallad efter Xanthus i den grekiska mytologin.
Asteroiden har en diameter på ungefär 1 kilometer. Den tillhör asteroidgruppen Apollo.